# NEC Neon 250
Der Neon 250 von NEC ist ein 3D-Grafikchip für AGP, der auf IP der PowerVR Series 2 basiert und somit ein Tilebased Deferred Renderer (TBDR) ist.

## Hintergrund
Bereits ein halbes Jahr nach dem PowerVR PCX2 wurde Anfang 1998 die PowerVR Series2, also die nächste Generation, angekündigt und sollte zeitnah auf den Markt kommen. Es gab allerdings ein Problem: Sega begann zu dieser Zeit mit den Arbeiten an ihrer neuen Konsole, der Dreamcast, und suchte einen Grafikchip für dieses Gerät. NEC/PowerVR setzten sich dabei gegen 3dfx durch und bekamen mit dem NEC CLX2 den Zuschlag für den 3D-Chip.
Dies erforderte aber viel Entwicklungszeit und hatte natürlich höchste Priorität gegenüber dem fast identischen PC-Grafikchip. Als Ende November die Dreamcast erschien, folgte das nächste Problem: deren Chip lastete NEC's Produktionsmöglichkeiten aus, so dass es schließlich bis zum Herbst 1999 dauerte, bevor die PowerVR Series2 als Neon 250 endlich für den PC-Markt erschien. Da die Konkurrenz bis dahin natürlich nicht untätig war, war der Neon 250 nicht mehr konkurrenzfähig und es wurden nur sehr wenige Karten verkauft. Dabei wurde Besitzern der PowerVR Series 1 sogar ein Drittel Rabatt bei Nachweis eines Kaufbeleges eingeräumt. Bewertet man den Chip im Zeitrahmen seiner ursprünglichen Ankündigung waren sowohl seine Geschwindigkeit, als auch Optionen wie Antialiasing, Texturkompression (VQTC) und DVD-Beschleunigung (per Motion Compensation) seiner Konkurrenz klar voraus. Im Gegensatz zum PowerVR PCX1 & PCX2 war der Neon 250 eine vollwertige Grafikkarte mit 2D- und 3D-Funktionen.
Wie alle Chips der zweiten Generation übernahm auch dieser das Projizieren der Polygone vom virtuellen 3D-Modell auf den Monitor. Zusätzlich nahm er nun die Aufteilung des Bildes im Chip selbst vor. Diese Vorstufe erstellte zugleich eine Liste aller zu einer Bildkachel gehörenden Polygone und trug den folgerichtigen Namen Tile-Acceleration. So begegnete man einem wichtigen Kritikpunkt der ersten Serie, welche einen starken Prozessor benötigte. Die weitere Verarbeitung blieb nun gleich: Im ISP (Image Synthesis Processor) wurden die unsichtbaren Polygone eines Tiles aussortiert und im abschließenden TSP (Texture and Shading Processor) die Texturen angebracht und beleuchtet. Beide Stufen arbeiteten durch Treiber- oder/und Hardwareoptimierungen jedoch deutlich kompatibler mit Direct3D-Spielen als jene der Serie 1.
Die einzige Grafikkarte mit diesem Chip stammt direkt von VideoLogic.
Sein Nachfolger wurde der ein Jahr später erscheinende PowerVR 3-basierende Kyro, die Fertigung wechselte dabei von NEC zu ST Microelectronics, die zuvor Nvidia-Riva-Chips herstellten, das TNT-Volumen aber nicht mehr liefern konnten.

## Modelldaten
| Model                        | Neon 250 / PVR250                                                       |
| Jahr                         | 1999                                                                    |
| Codename                     | Highlander                                                              |
| Herstellungs- verfahren (nm) | 250                                                                     |
| Transistoren in Mio.         | 4                                                                       |
| Interface                    | AGP oder PCI                                                            |
| max. Speicher (MB)           | 32                                                                      |
| Takt (Chip) (MHz)            | 125                                                                     |
| Takt (Speicher) (MHz)        | 125                                                                     |
| Pipes x TMUs x VPUs          | 1x1x0                                                                   |
| Füllrate (MT/s)              | 125                                                                     |
| Speicher- bandbreite (GB/s)  | 1                                                                       |
| Speicherbus-Typ              | SD-DRAM                                                                 |
| Speicherbus- breite (bit)    | 64                                                                      |
| DirectX-Version              | 6                                                                       |
| OpenGL-Version               | - (MiniGL-Wrapper)                                                      |
| Features                     | - TBDR - PowerSGL - VQTC - EMBM - Anisotropes Filtern - 4xSupersampling |